# 洪文定三破白莲教
《洪文定三破白莲教》（英語：Clan of the White Lotus）是1980年上映的一部香港电影，由罗烈自导自演，该作主要讲述的是洪熙官后人洪文定与白眉道人所发生的故事。该作发生在1977年电影《洪熙官》、1979年电影《少林英雄榜》之后。

## 劇情簡介
洪熙官的后人洪文定击败了白眉道人之后，其哥哥决定报仇，于是他和一些人杀死了洪文定的朋友，而洪文定决定保护其妻子一起逃离白眉道人等人的追踪。

## 演员
- 劉家輝
- 羅烈
- 惠英紅
- 林輝煌
- 王龍威
- 李擎柱
- 楊菁菁
- 小侯
- 神仙
- 井淼

## 评价
- Andrew Saroch将这部电影评价为“这是一部精彩的邵氏电影，刘家良的动作设计也很精彩。” [1]

- 《The Encyclopedia of Martial Arts Movies》的作者给该电影评价为四星半，他认为这部作品的音乐、动作都很精彩。[2]

## 相關連結
- 互联网电影数据库（IMDb）上《洪文定三破白莲教》的资料（英文）
- 豆瓣电影上《洪文定三破白莲教》的資料 （简体中文）
- 香港影庫上《洪文定三破白莲教》的資料（繁體中文）